# Удуохай, Феликс
Охис Феликс Удуохай (нем. Ohis Felix Uduokhai; род. 9 сентября 1997, Аннаберг-Буххольц) — немецкий футболист, защитник турецкого клуба «Бешикташ».

## Карьера
Удуохай является воспитанником команды Мюнхен 1860. С 2016 года — игрок основной команды. 12 сентября 2016 года дебютировал во второй Бундеслиге в поединке против «Нюрнберга». Всего в дебютном сезоне провёл 21 матч. Покинул команду после того, как она вылетела из второго по рангу немецкого дивизиона и не смогла найти бюджета на продолжение выступлений в лигах ниже.
В июне 2017 года подписал пятилетний контракт с «Вольфсбургом». 19 августа 2017 года дебютировал в Бундеслиге в поединке против дортмундской «Боруссии», выйдя в стартовом составе и проведя на поле весь матч.
27 августа 2024 года Удуокхаи был отдан в аренду клубу Суперлиги Бешикташ на сезон 2024–25 с опцией выкупа.